# Bressanvido
Bressanvido là một đô thị tại tỉnh Vicenza ở vùng Veneto, Ý.
Đô thị này có diện tích 8,56  km², dân số là 3134 người (thời điểm).

## Biến động dân số
Abitanti censiti
Bressanvido